# Croatie aux Jeux paralympiques d'hiver de 2018
La Croatie participe aux Jeux paralympiques d'hiver de 2018 à Pyeongchang, en Corée du Sud, du 9 au 18 mars 2018. Il s'agit de la cinquième participation du pays aux Jeux paralympiques d'hiver.

## Composition de l'équipe
La délégation croate est composée de 7 athlètes prenant part aux compétitions dans 3 sports.

### Ski alpin
- Lovro Dokić
- Eva Goluža
- Damir Mizdrak
- Dino Sokolović

### Ski de fond
- Antun Bošnjaković
- Josip Zima

### Snowboard
- Bruno Bošnjak